# Тейлор Тауншип (округ Лоуренс, Пенсільванія)
Тейлор Тауншип (англ. Taylor Township) — селище (англ. township) в США, в окрузі Лоуренс штату Пенсільванія. Населення — 989 осіб (2020).

## Демографія
Згідно з переписом 2010 року, у селищі мешкали 1052 особи в 455 домогосподарствах у складі 275 родин. Було 494 помешкання
Расовий склад населення:
| - 98,3 % — білих - 0,9 % — чорних або афроамериканців |

До двох чи більше рас належало 0,9 %. Частка іспаномовних становила 0,5 % від усіх жителів.
За віковим діапазоном населення розподілялося таким чином: 12,8 % — особи молодші 18 років, 58,3 % — особи у віці 18—64 років, 28,9 % — особи у віці 65 років та старші. Медіана віку мешканця становила 52,1 року. На 100 осіб жіночої статі у селищі припадало 90,9 чоловіків;  на 100 жінок у віці від 18 років та старших — 89,5 чоловіків також старших 18 років.
Середній дохід на одне домашнє господарство  становив 48 664 долари США (медіана — 36 298), а середній дохід на одну сім'ю — 56 882 долари (медіана — 46 250). Медіана доходів становила 51 731 долар для чоловіків та 30 313 долари для жінок. За межею бідності перебувало 20,7 % осіб, у тому числі 22,9 % дітей у віці до 18 років та 9,7 % осіб у віці 65 років та старших.
Цивільне працевлаштоване населення становило 510 осіб. Основні галузі зайнятості: освіта, охорона здоров'я та соціальна допомога — 23,3 %, роздрібна торгівля — 14,5 %, виробництво — 13,3 %.